# Chittorgarh
Chittorgarh (o Chittaurgarh) è una suddivisione dell'India, classificata come municipality, di 96.028 abitanti, capoluogo del distretto di Chittorgarh, nello stato federato del Rajasthan. In base al numero di abitanti la città rientra nella classe II (da 50.000 a 99.999 persone).

## Geografia fisica
La città è situata a 24° 52' 60 N e 74° 37' 60 E e ha un'altitudine di 393 m s.l.m..

## Società

### Evoluzione demografica
Al censimento del 2001 la popolazione di Chittorgarh assommava a 96.028 persone, delle quali 50.332 maschi e 45.696 femmine. I bambini di età inferiore o uguale ai sei anni assommavano a 13.947, dei quali 7.282 maschi e 6.665 femmine. Infine, coloro che erano in grado di saper almeno leggere e scrivere erano 67.195, dei quali 39.200 maschi e 27.995 femmine.